# Кавазович, Хусейн
Хусейн Кавазович (род. 3 июля 1964) — верховный муфтий Боснии и Герцеговины с 2012 года. Ранее был муфтием Тузлы.

## Биография
Родился в Градачаце в семье Хасана и Саимы Кавазович. Там же окончил начальную школу, затем поступил в расположенное в Сараеве медресе, которое окончил в 1983 году. В 1985-90 годах учился в университете Аль-Азхар. После возвращения из Египта получил степень магистра в области шариатских наук на факультете исламоведения Сараевского университета.
Окончив учёбу, работал имамом, хатыбом и муаллимом в городах Сребреник и Градачац. С 1993 по 2012 годы был имамом города Тузла. Также в начале 1990-х годов был избран членом Совета Исламского сообщества Боснии и Герцеговины
В 2012 году Исламское общество избрало Хусейна Кавазовича Верховным муфтием Боснии и Герцеговины. Голосование проходило в мечети Гази Хусрев-бега, Кавазович получил 240 голосов из 374. Перед выборами он призвал к усилению межконфессионального сотрудничества, а также к более широкому «включению женщин в работу исламского религиозного общества».
Хусейн Кавазович также рассматривался в качестве кандидата на должность Верховного муфтия Венгрии.
Владеет боснийским, арабским и английским языками.

## Критика
В мае 2016 года в Швейцарии, в преддверии местных выборов в Боснии и Герцеговине, Кавазович заявил, что нельзя позволить «влахам управлять Сребреницей» (влахи — негативное прозвище сербов). Также он заявил, что у босняков есть только два выбора: либо они проголосуют и подтвердят свой суверенитет над Боснией и Герцеговиной, либо будут «проливать кровь каждые 20-30 лет». Помимо этого, Кавазович призвал «защитить себя [босняков] от них [сербов]».
Хусейн Кавазович, а также многие другие боснийские мусульманские деятели, многократно критиковался и подвергался угрозам на страницах издаваемого ИГ журнала «Румия».